# Camí vell de Salàs de Pallars a Rivert
El Camí vell de Salàs de Pallars a Rivert és un vell camí de bast dels termes municipals de Conca de Dalt, en territori del poble de Rivert, a l'antic terme de Toralla i Serradell, i de Salàs de Pallars, al Pallars Jussà.
Arrenca del Camí del Bosc al nord-oest de Sant Clem, a l'extrem sud-oriental de la partida de los Seixos, des d'on s'adreça cap a l'oest-nord-oest, baixant cap al barranc de Sant Pere, que travessa a ponent de la Borda del Mílio de la Solana. Un cop travessat el barranc, puja cap a la carena següent, i en part es perd a causa del desús. Al cap d'uns 700 metres comença a baixar per anar a buscar el barranc següent, que travessa i troba poc després la Carretera de Santa Engràcia. La travessa, sempre aproximadament en la mateixa direcció, i emprèn cap a una altra carena, deixant l'extensa partida de los Seixos pel seu extrem nord-oest. Arriba a l'extrem sud-oriental del Bosc de Salàs i del Serrat de Mig, on es torna a perdre, ara un bon tros. Es torna a trobar un cop passat al nord del barranc de l'Aulesa, es torna a trobar al nord-oest dels Planells, passa a llevant de l'Ínsula i acaba el seu recorregut a l'extrem de ponent de Serboixos. El darrer tram torna a estar perdut.